# Куп европских изазивача у рагбију
Куп европских изазивача у рагбију (енгл. European Rugby Champions Cup) је друго по квалитету клупско рагби јунион такмичење у Европи, после купа европских шампиона.

## Историја
Куп европских изазивача у рагбију или челинџ куп се игра од 1996. године. Највише успеха до сада су имали енглески клубови. 
Финала купа европских изазивача у рагбију
1996-1997 Бургоан - Кастр 18-9
1997-1998 Коломје - Ажен 43-5
1998-1999 Клермон - Бургоан 35-16
1999-2000 По - Кастр 34-21
2000-2001 Харлеквинс - Нарбон 42-33
2001-2002 Сејл - Понтиприд 25-22
2002-2003 Воспс - Бат 48-30
2003-2004 Харлеквинс - Клермон 27-26
2004-2005 Сејл - По 27-3
2005-2006 Глостер - Лондон Ајриш 36-34
2006-2007 Клермон - Бат 22-16
2007-2008 Бат - Вустер 24-16
2008-2009 Нортемптон - Бургоан 15-3
2009-2010 Кардиф Блуз - Тулон 28-21
2010-2011 Харлеквинс - Стад Франс 19-18
2011-2012 Биариц-Тулон 21-18
2012-2013 Ленстер - Стад Франс 34-13
2013-2014 Нортхемптон Сеинтс - Бат 30-16
2014-2015 Глостер - Единбург 19-13
2015-2016 Монпеље - Харлеквинс 26-19

## О такмичењу
У купу европских изазивача учествују рагби клубови из Русије, Португала, Шпаније, Румуније, Грузије, Италије, Француске, Енглеске, Шкотске, Ирске и Велса. 20 тимова распоређено је у пет група. Свака екипа игра три утакмице на свом терену и три утакмице као гост. Победа вреди 4 бода, нерешено 2 бода, 1 бонус бод добија екипа која је постигла 4 или више есеја на једној истој утакмици и 1 бонус бод ако је екипа изгубила са мање од 8 поена разлике. У нокаут фазу тамичења иду 5 првопласираних тимова и 3 најбоље другопласиране екипе. У четвртфиналу, полуфиналу и великом финалу нема реванша. Такмичење траје од новембра до маја. Просечна посећеност на утакмицама је око 5 800 гледалаца, али се финала и дерби мечеви играју пред преко 40 000 гледалаца.
Индивидуални рекорди
Највише есеја у историји челинџ купа
Том Варднел - 20 есеја
Највише поена у историји челинџ купа
Лудовик Мерсиер - 520 поена